# 1607년
1607년은 월요일로 시작하는 평년이다.

## 연호
- 명(明) 만력(萬曆) 35년
- 일본(日本) 게이초(慶長) 12년
- 후 레 왕조(後黎朝) 호앙딘(弘定) 8년
- 막 왕조(莫朝) 끼엔통(乾統) 15년

## 기년
- 류큐(琉球) 쇼네이왕(尚寧王) 19년
- 명(明) 신종 만력제(神宗 萬曆帝) 35년
- 조선(朝鮮) 선조(宣祖) 40년
- 후 레 왕조(後黎朝) 경종(敬宗) 8년

## 사건
- 5월 14일, 영국이 북아메리카에서 영국 최초로 성공하게 될 식민지(제임스타운 거주지)를 세웠다.
- 조선 통신사 파견

## 탄생
- 12월 30일(음력 11월 12일) - 조선 후기 주자학의 대가 동국 18현 은진송씨 송시열.

## 사망
- 5월 31일(음력 5월 6일) - 조선 중기의 문신 유성룡